# Aziz Šaveršijan
Aziz Sergejevič Šaveršjan (rusky Азиз Серге́евич Шавершян; 24. března 1989, Moskva – 5. srpna 2011, Bangkok), známý pod označením/přezdívkou ZYZZ, byl v Rusku narozený australský kulturista kurdského původu, internetová celebrita, osobní trenér a model.
Po nahrání několika videí na Youtube kolem jeho osoby vznikla skupina oddaných fanoušků. V červenci 2011 se o Šaveršiana začala zajímat média poté, co o zatčení jeho staršího bratra Saida za nelegální držení anabolických steroidů napsal The Sydney Morning Herald článek. 5. srpna 2011, když byl na dovolené v Thajsku, Aziz utrpěl zástavu srdce a zemřel ve 22 letech.

## Život
Narodil se v Moskvě jako nejmladší syn kardioložky Majane Ibojanové a Sergeje Šaveršijana. Měl staršího bratra Saida Šaveršijana, který je znám pod přezdívkou „Chestbrah“. V roce 1993 se celá jeho rodina přestěhovala do Austrálie. Vyrostl v Eastwoodu v Novém Jižním Walesu a navštěvoval tam křesťanskou střední školu Marist College Eastwood, kde byl nejlepší student z ročníku. Před svou smrtí v srpnu 2011 měl promovat na Univerzitě Western Sydney, kde studoval obchod a marketing. Byl to ateista, i když nosil růženec a jeho náhrobek je ozdoben křížem.

## Kulturistika
Než se stal kulturistou, byl popisován jako kostnaté dítě. Na konci střední školy se inspiroval svým bratrem, který posiloval a tak začal chodit do fitness centra. S jeho narůstajícím zájmem o posilování se začal zajímat o výživu a trénink. Každý den pak trávil tři až čtyři hodiny v posilovacím centru. Problémový byl jeho vztah ke steroidům. Mezi jeho oblíbené profesionální kulturisty patřil Arnold Schwarzenegger a Frank Zane.
V rozhovoru pro server simplyshedded.com Šaveršian uvedl, že původně chtěl být kulturistou, aby zapůsobil na ženy. Také uvedl, že když se díval na plakáty vypracovaných kulturistů, tak sám sobě říkal, že jednoho dne bude jako oni. Po čtyřech letech tréningu však uvedl, že: "Můžu bezpečně říct, že moje motivace trénovat je mnohem hlubší, než jenom pouhá snaha zapůsobit na lidi. Moje motivace se odvíjí od pocitu mít určené cíle, dosahovat jich a překonávat sebe sama v posilovně. Zbožňuju pocit vytlačení posledního opakování a mít svaly napumpované krví, to je něco bez čeho si nedokážu sám sebe představit."
Šaveršian byl poster boy subkultury amatérských kulturistů v Austrálii zvaných „The Aesthetics Crew“, které se díky jemu staly velmi populární. Poté založil v červnu 2011 vlastní proteinovou značku zvanou „Protein of the Gods“ a dále svoji vlastní oděvní značku. 17. května 2011 vydal knihu Bodybuilding Bible, ve které shrnul své veškeré vědomosti o kulturistice, které během čtyř let získal. Za své proslavení a svých značek, vděčil hlavně sociálním sítím, jako například internetovému fóru 4chan.
14. července 2011 Šaveršianův bratr Said byl zatčen za držení anabolických steroidů, k čemuž přiznal vinu u soudu po Azizově smrti.
Když byl The Daily Telegraphem Šaveršian dotazován na jeho užívání steroidů, tak to odmítl a tvrdil, že stavba jeho těla byla čistě z důvodu tréninků v posilovně a striktní diety. Podle The Sydney Morning Heraldu společnost, která zaměstnávala Šaveršiana jako striptéra, uvedla, že to byl: "roztomilý chlapík, až na steroidy". Šaveršian často používal fráze jako "riding bicycles" což má být, podle The Daily Telegraph, slang používaný v posilovnách pro užívání steroidů v cyklech.

## Smrt
5. srpna 2011 utrpěl v sauně srdeční záchvat během své dovolené v Pattaye v Thajsku. Byl odvezen do nemocnice, ve které jej doktoři již nebyli schopni oživit. Jeho rodina a přátelé poté tuto skutečnost oznámili na sociální síti Facebook. Jeho smrt byla potvrzena australským Ministerstvem zahraničních věcí a obchodu v úterý 9. srpna 2011. Pitva odhalila, že trpěl nediagnostikovanou vrozenou srdeční vadou a také zvětšení srdce, které způsobilo srdeční zástavu. Jeho rodina poté oznámila, že zaznamenali několik menších symptomů měsíce předtím, jako třeba vysoký krevní tlak a zkrácený dech. V rodině mají historii zdravotních problémů se srdcem.

## Odkaz
Podle Sydney Morning Heraldu byla Šaveršianova smrt šestá nejvyhledávanjší položka spojená se smrtí v Austrálii v roce 2011. Od května 2011 do května 2012 statistiky Google ukázaly, že Zyzz a Šaveršian byli stejně vyhledávanými jako Julia Gillardová, v té době premiérka Austrálie.
Od doby své smrti motivoval Šaveršijan milióny lidí na internetu ke změně v životním stylu. Často je vyjadřována myšlenka, že inspiroval celou jednu generaci.